# Волна (зенитный ракетный комплекс)
М-1 «Волна́» (Индекс ГРАУ — 4К90, по классификации МО США и НАТО — SA-N-1 Goa) — советский зенитно-ракетный комплекс малой дальности корабельного базирования. Морской вариант комплекса С-125.
Предназначен для коллективной обороны корабельных соединений при отражении атак самолётов в ближней зоне и самообороны кораблей от противокорабельных ракет.
Комплекс способен поражать надводные корабли. Не имеет собственной станции обнаружения целей и принимает целеуказание от общекорабельных станций.
Комплекс размещается на кораблях водоизмещением 5000 тонн и более.

## Конструкция
В состав комплекса входят:
- система управления;

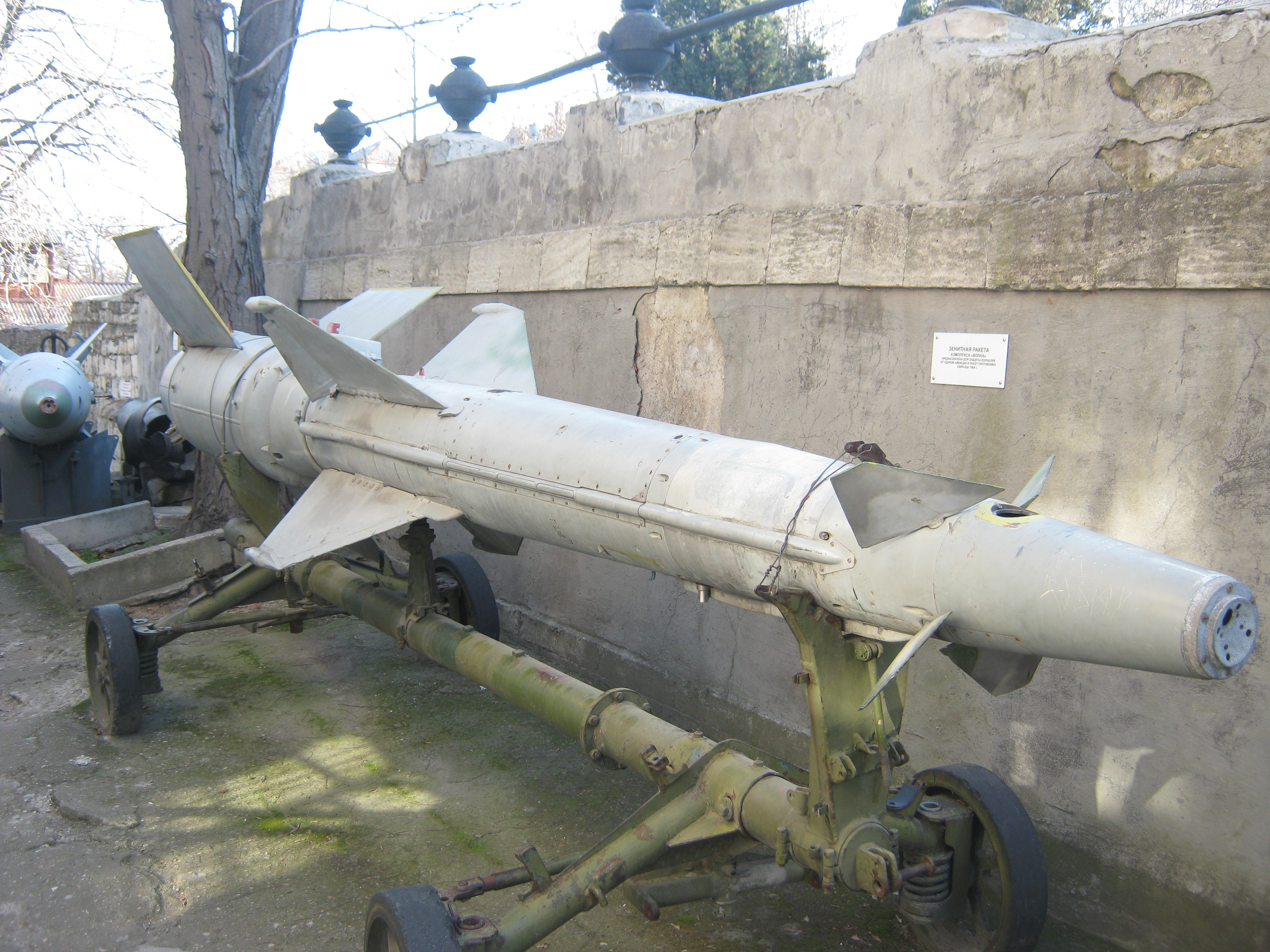
Ракета ЗРК Волна

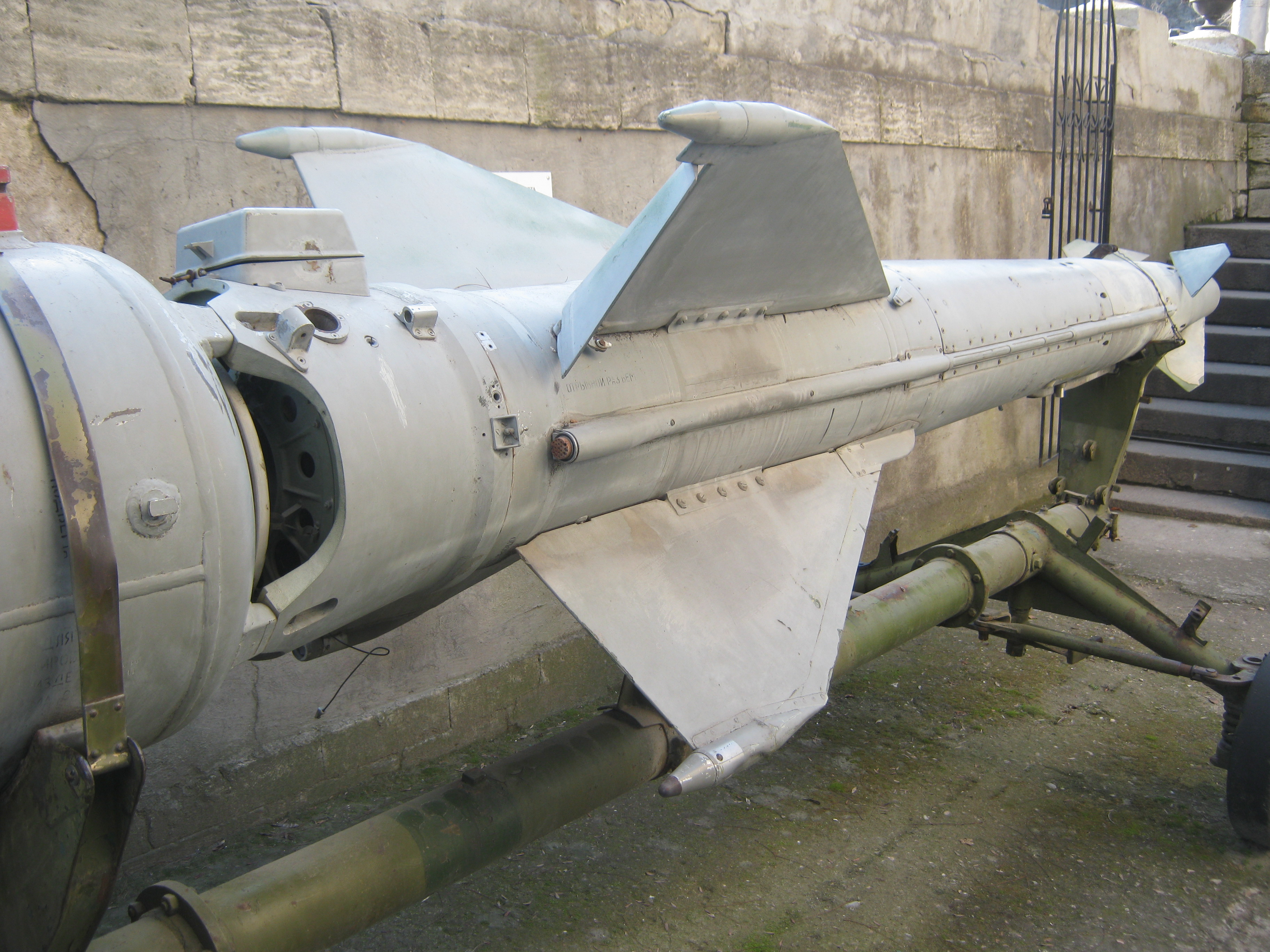
Ракета ЗРК Волна вид сзади

- наводящаяся пусковая установка с одноярусной и двухъярусной барабанной или конвейерной системами хранения ракет;
- зенитная управляемая ракета;
- комплект береговых средств технического обслуживания.

Наведение — радиокомандное, РЛСУ «Ятаган».
Пусковая установка — стабилизированная, на две, подвешиваемые под балками, ракеты, с подпалубным магазином. ЗИФ-101 — с барабанными магазинами, 2×8 ракет; ЗИФ-102 — с конвейерным магазином, 32 ракеты.

## История создания
Разработку первого советского универсального ракетного комплекса М-1 для кораблей проектов 61, 63 начали по Постановлению Совета министров СССР № 1149—592 от 17 августа 1956 года. Однако уже по постановлению № 1190—610 от 25.08.1956 было принято решение ставить М-1 на корабли проектов 58, 62. По многим элементам универсальный корабельный комплекс М-1 был унифицирован с зенитным ракетным комплексом С-125 для сухопутных войск. Так, в обоих комплексах использовались одинаковые ракеты (В-600, −601 и так далее).
Главным конструктором М-1 был Игнатьев И. А. (ВНИИ «Альтаир» — МСП), главным конструктором ракеты — Грушин, Пётр Дмитриевич (МКБ «Факел» — МАП). Ракетный комплекс М-1 с В-600 приняли на вооружение Военно-Морского Флота Постановлением Совета министров № 889—382 от 24 августа 1962 года. Позже комплексу М-1 присвоили наименование «Волна», а ракете В-600 — индекс 4К90.
Постановлением Совета министров № 561—233 от 21 июня 1961 года для поражения целей, которые летят на высотах более 10 тыс. м, были начаты работы над ракетой В-601, предназначавшейся для сухопутного ЗРК С-125. В 1964 году, после серии испытаний, ракету В-601 (инд. 4К91) приняли на вооружение для С-125. В том же году ракетой В-601 решили оснастить комплекс М-1. В течение 1967 года ракету В-601 получили первые 7 кораблей.
При модернизации корабельного зенитного комплекса усовершенствования касались самих зенитных ракет и аппаратуры управления. Комплексу с ракетами В-601 дали название «Волна-М», с В-601М — «Волна-Н», с В-611 — «Волна-11», с усиленной помехозащищенностью — «Волна-П». ЗРК «Волна-П» приняли на вооружение в 1976 году. Помехозащищенность «Волны-П» была повышена на радиоканалах управления ракетой, также был введен оптикоэлектронный канал сопровождения цели (9ШЗЗ). «Волна» в 1980-х гг. стала называться ударным зенитным ракетным комплексом (УЗРК), она позволяла вести ракетный огонь по надводным целям.
Затем, когда поднялся вопрос о защите кораблей от низколетящих противокорабельных ракет, провели ещё одну модернизацию комплекса («Волна-Н»), в котором использовались ракеты В-601М. Модернизированный комплекс обеспечивал поражение целей на высоте от 3 до 5 м над гребнем волны.

## Носители
- Ракетные крейсера проекта 58 (тип «Грозный»)
- Ракетные крейсера проекта 1134 (тип «Адмирал Зозуля»)
- Большие противолодочные корабли проекта 61
- Эсминец проекта 56К («Бравый», экспериментальный носитель)
- Эсминцы проектов 56А, 56У, 57А — в ходе модернизации

## Тактико-технические данные
Ракета В-600 (4К90), В-601(4К91)
Двигатели 1 и 2 ступени — РДТТ
Двигатель 1 ступени — ПРД-36 (14 одноканальных шашек из пороха НМФ-3К, масса 280 кг)
Двигатель 2 ступени — 1 одноканальная шашка из пороха НМ-4Ш, масса 125 кг. На ракете В-601 шашка из пороха «301» массой 150 кг.
Длина ракеты: 5890 мм (В-600), 6093 мм (В-601)
Диаметр: 1 ст. — 552 мм (В-601), 2 ст. — 379 мм (В-601)
Размах крыла: 1,6 м
Размах стабилизаторов стартового двигателя: 2.2 м с раскрытием после старта
Масса ракеты: 912 кг (В-600), 953 кг (В-601)
Масса БЧ: 60 кг (В-600), 72 кг (В-601)
Масса ВВ: 32-33 кг (тротил с гексогеном)
Масса поражающих элементов БЧ: 22 кг
Средний вес осколков: 5,1 г (В-600), 4,7 г (В-601)
Скорость ракеты: 600 м/с (В-600), 730 м/с (В-601)
Скорострельность (ЗИФ-101): 1 залп за 50 сек

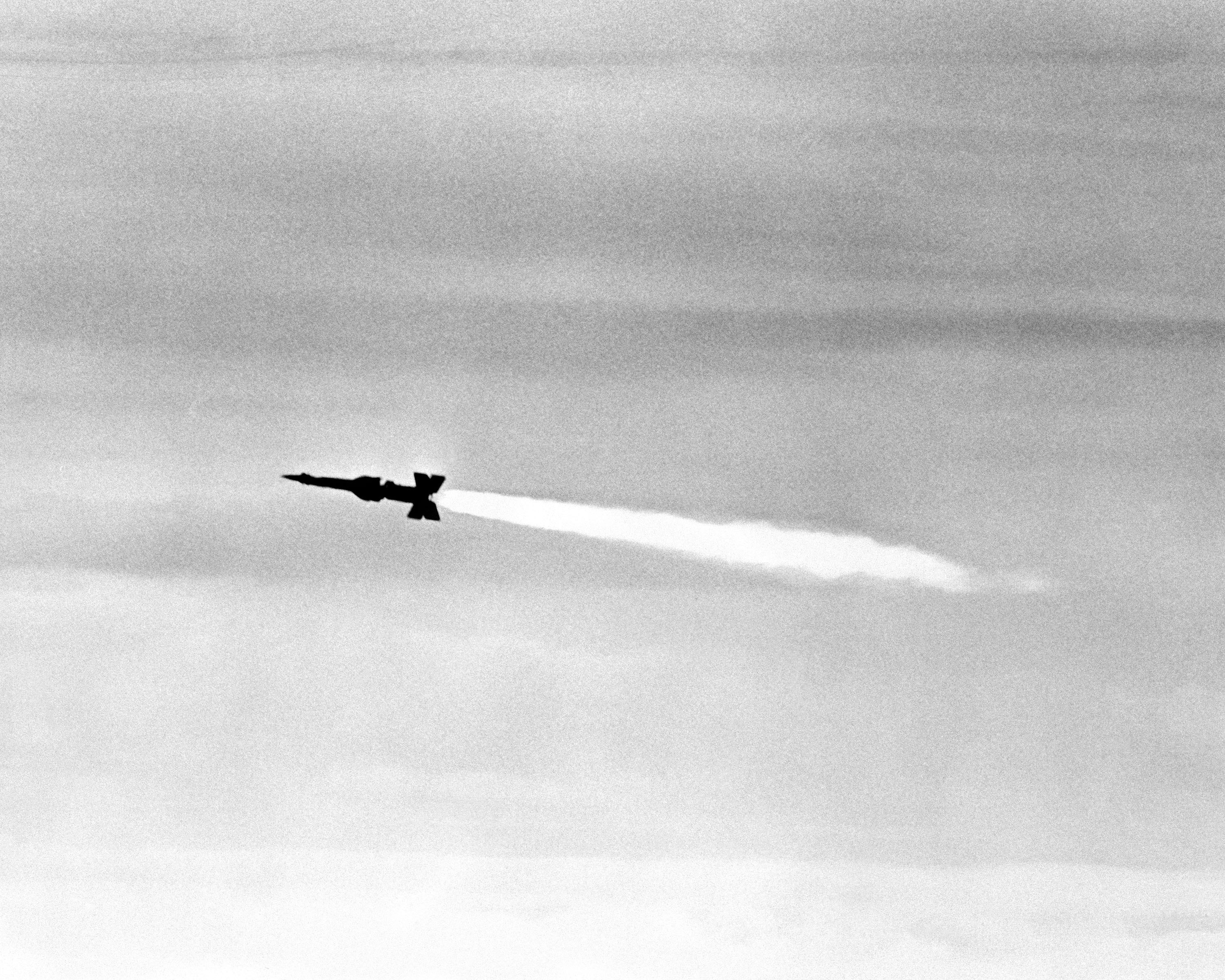
Ракета комплекса в полёте.

|                                             | «Волна»     | «Волна-М»   | «Волна-П»  | «Волна-Н»   |
| ------------------------------------------- | ----------- | ----------- | ---------- | ----------- |
| Максимальная скорость поражаемых целей, м/с | 600         | 700         | 700        | 700         |
| Минимальная ЭПР цели, (м²)                  | 0,5         | 0,3         | 0,3        | 0,3         |
| Максимальная высота целей, км               | 10          | 14          | 14         | 18          |
| Минимальная высота целей, км                | 0,2         | 0,1         | 0,02       | 0,005       |
| Максимальная дальность, км                  | 14          | 20          | 22         | 28          |
| Минимальная дальность, км                   | 4           | 3,5         | 3,5        | 3,5         |
| Вероятность поражения                       | 0,25 — 0,99 | 0,41 — 0,98 | 0,4 — 0,97 | 0,41 — 0,99 |

## Фото
Ракета 4К90 в музее «Владивостокская крепость»

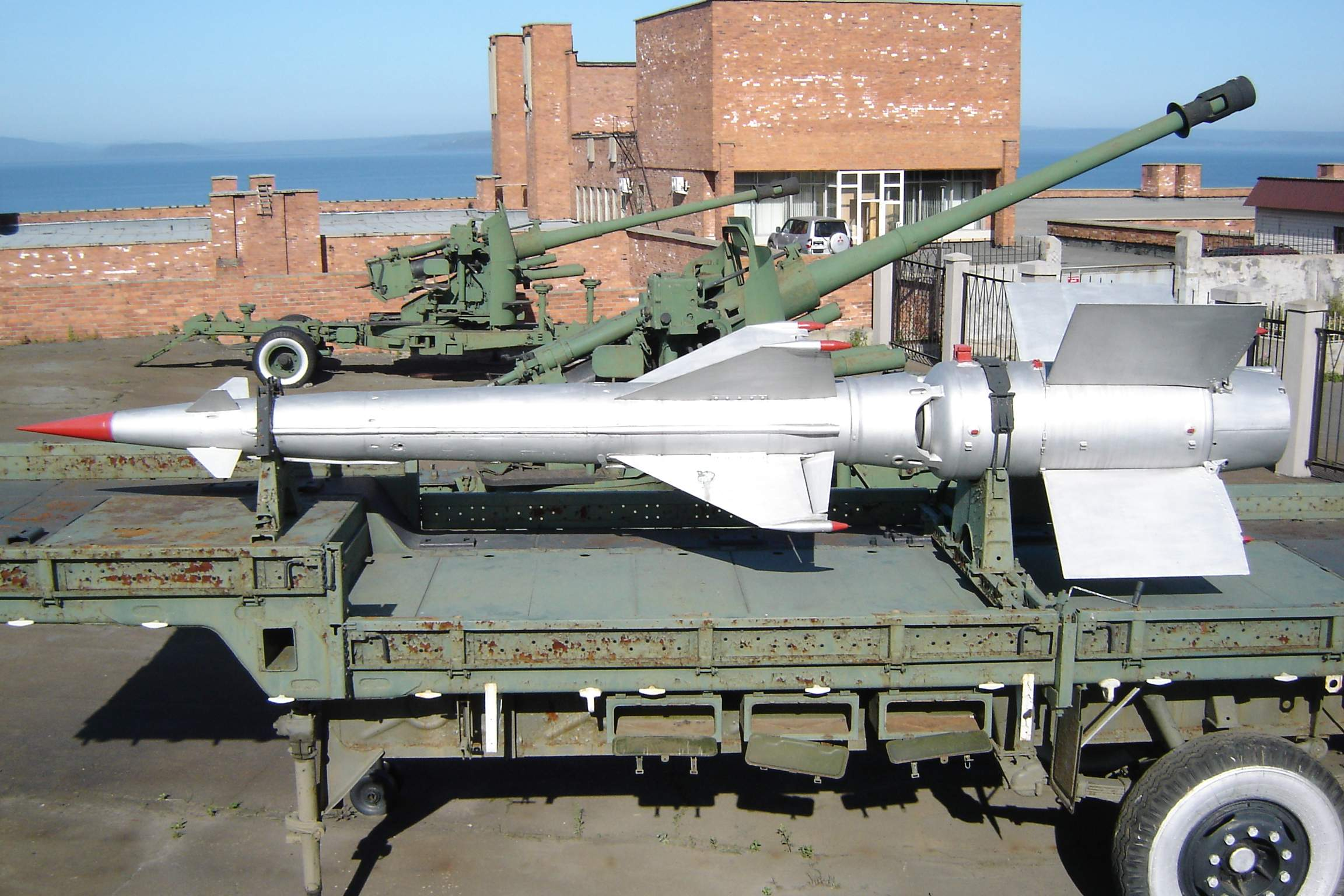
Общий вид
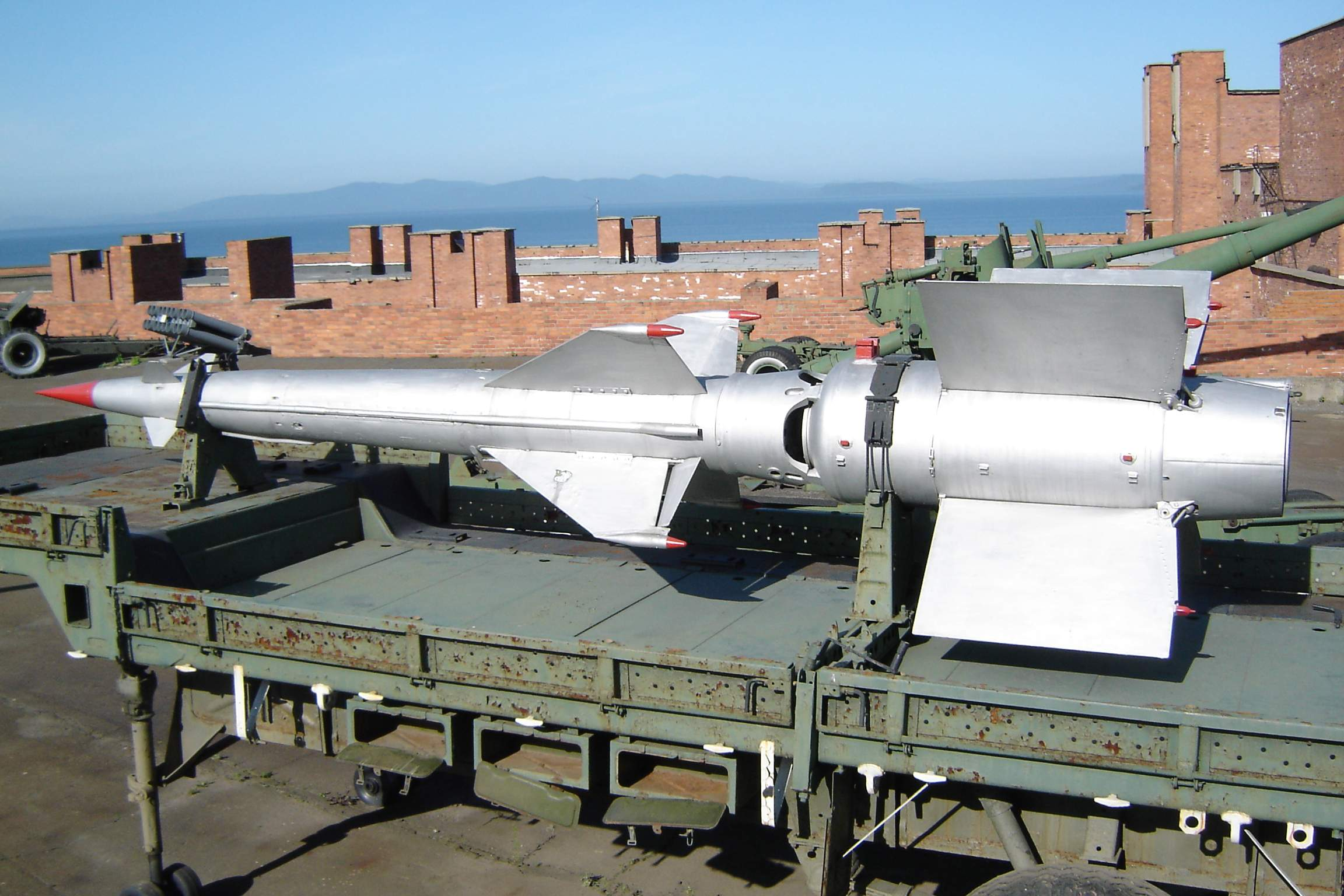
Общий вид
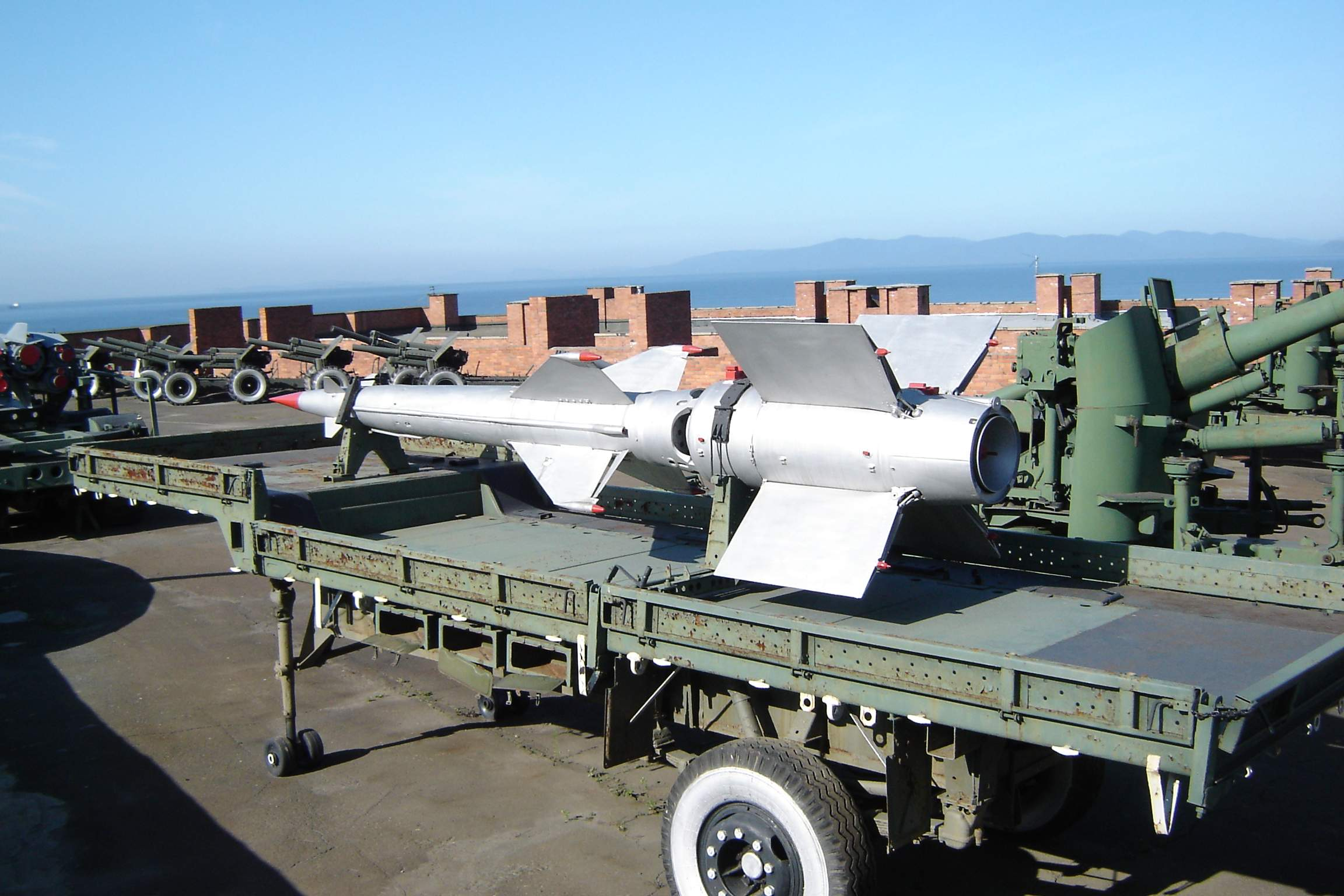
Общий вид
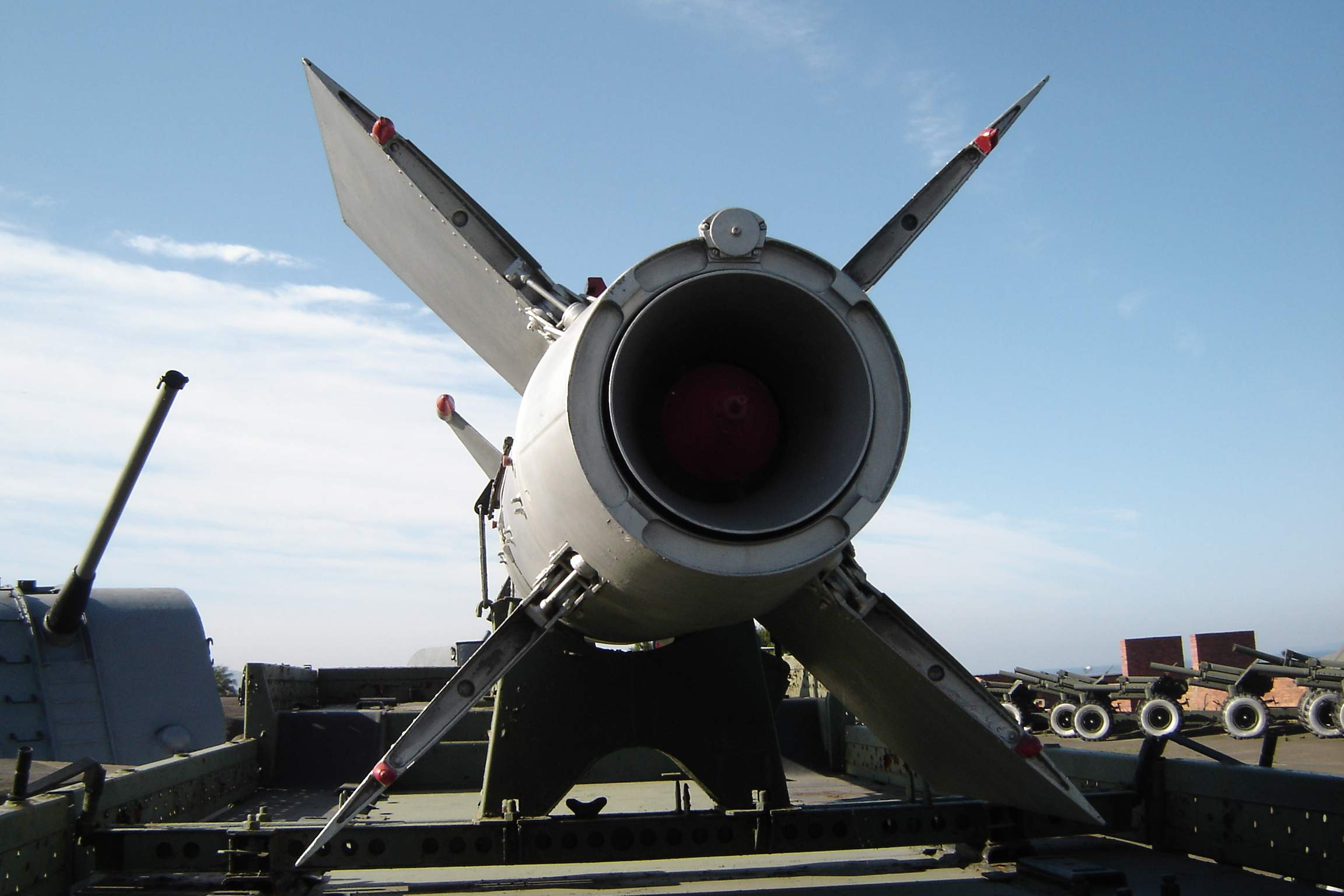
Сопло ступени ускорителя
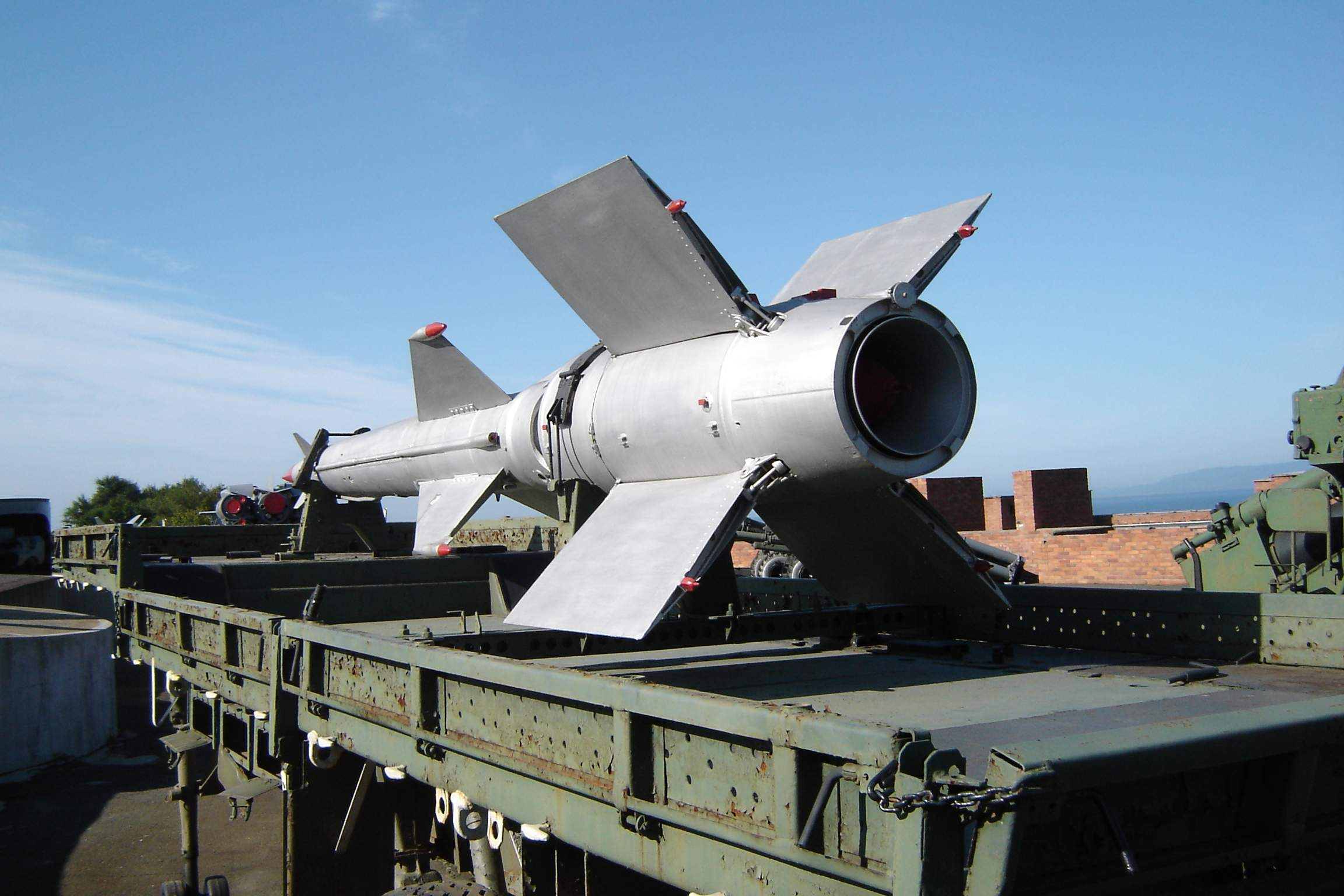
Вид сзади
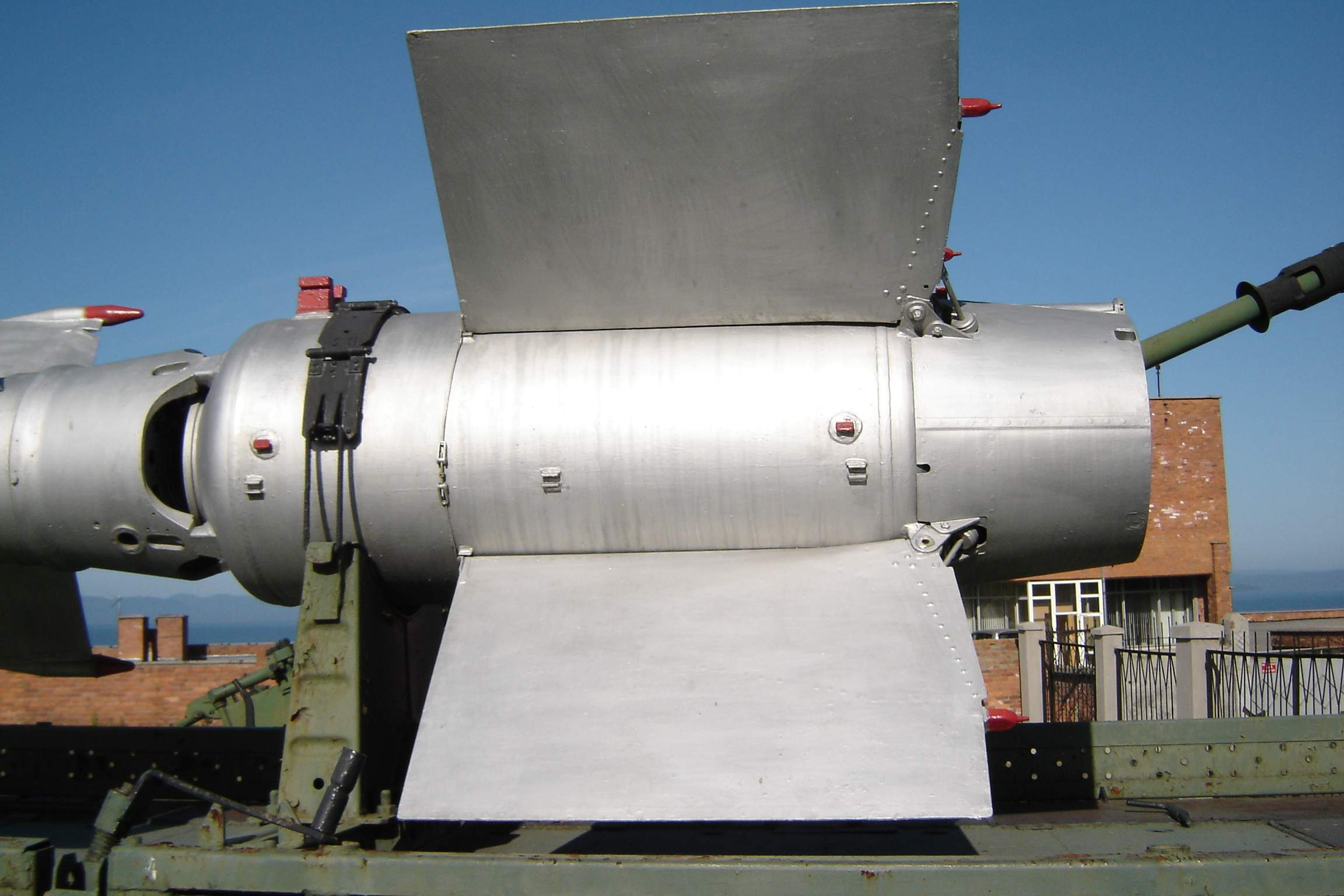
Ступень ускорителя с откидными стабилизаторами
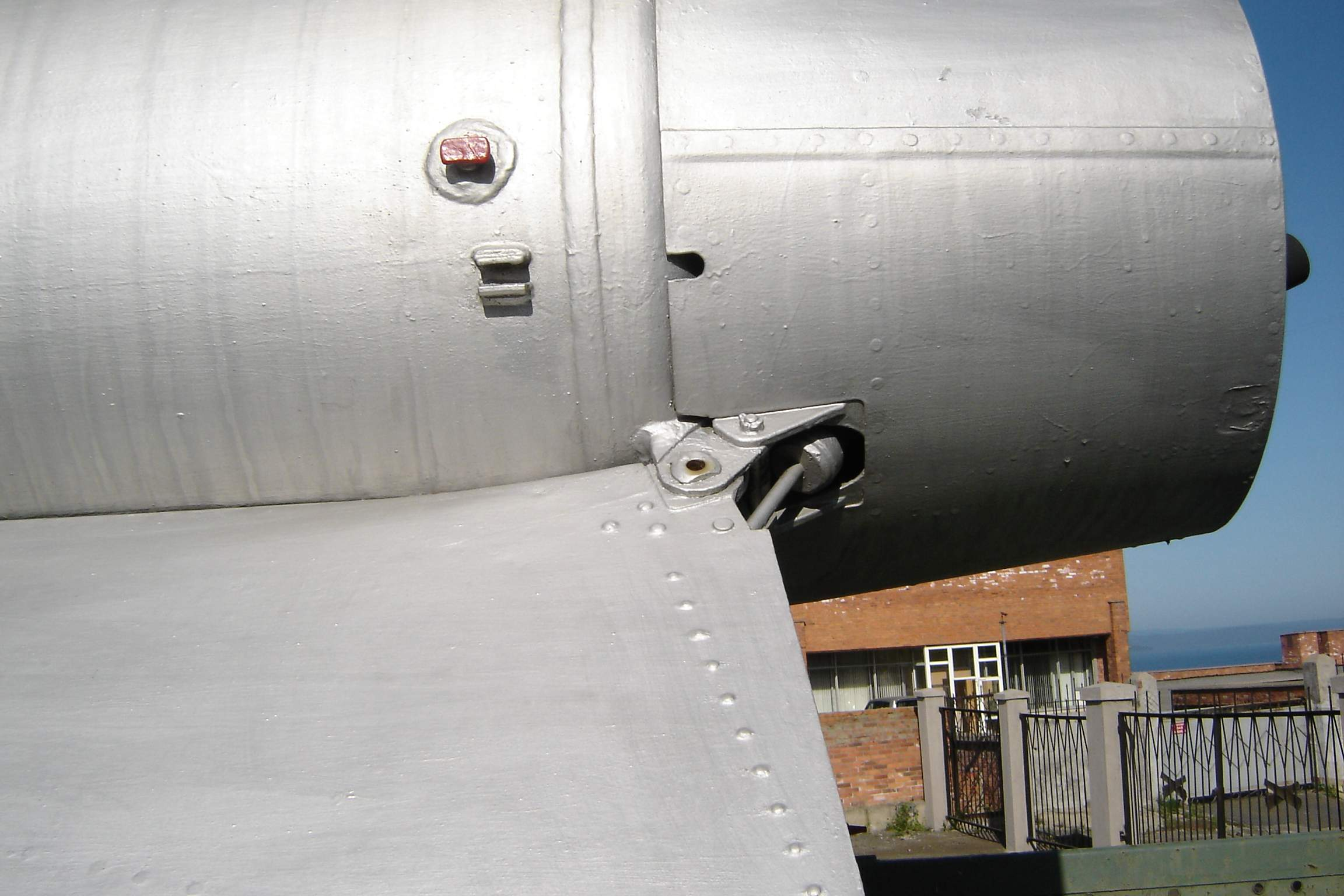
Узел поворота откидного стабилизатора
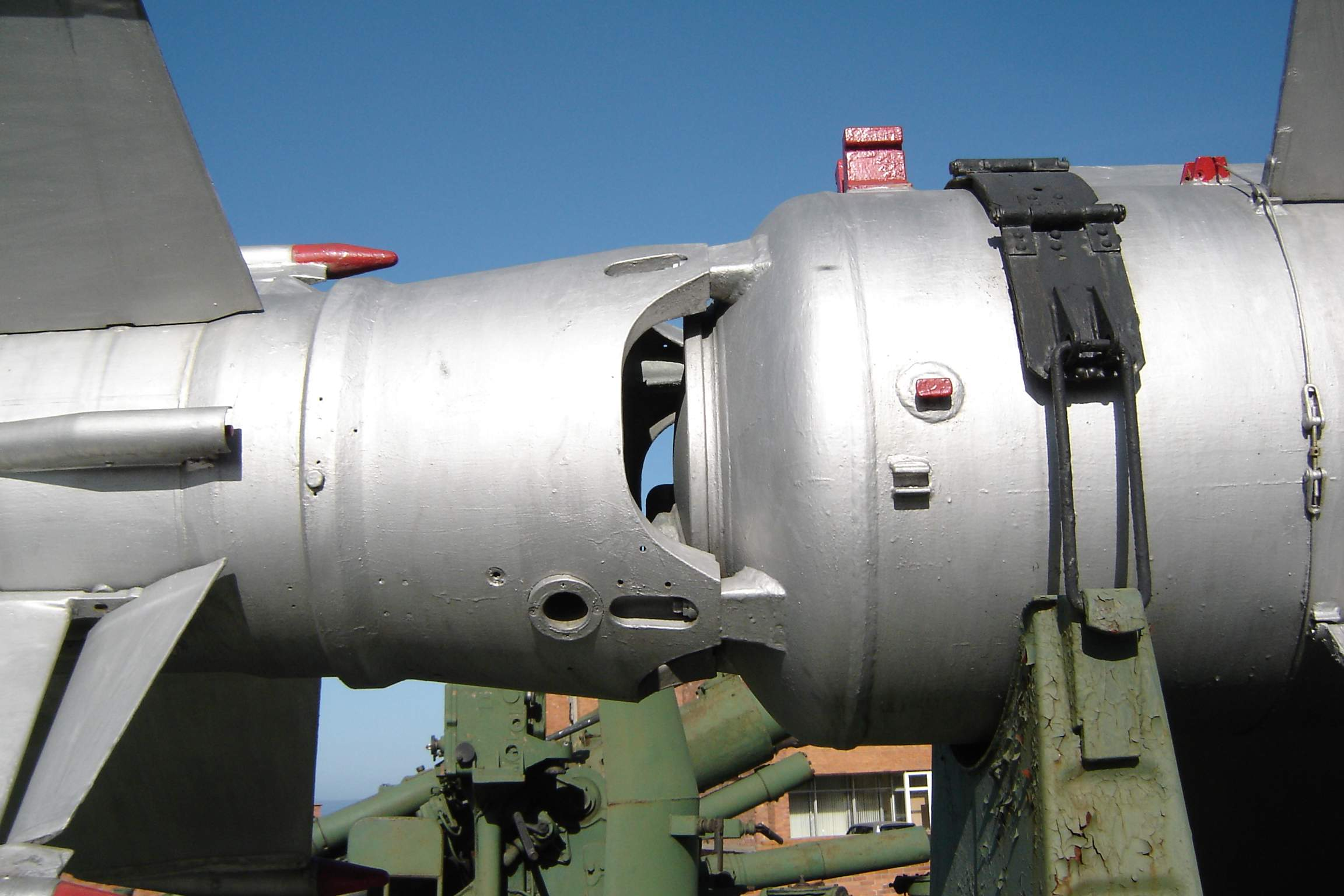
Узел сочленения ракеты со ступенью ускорителя
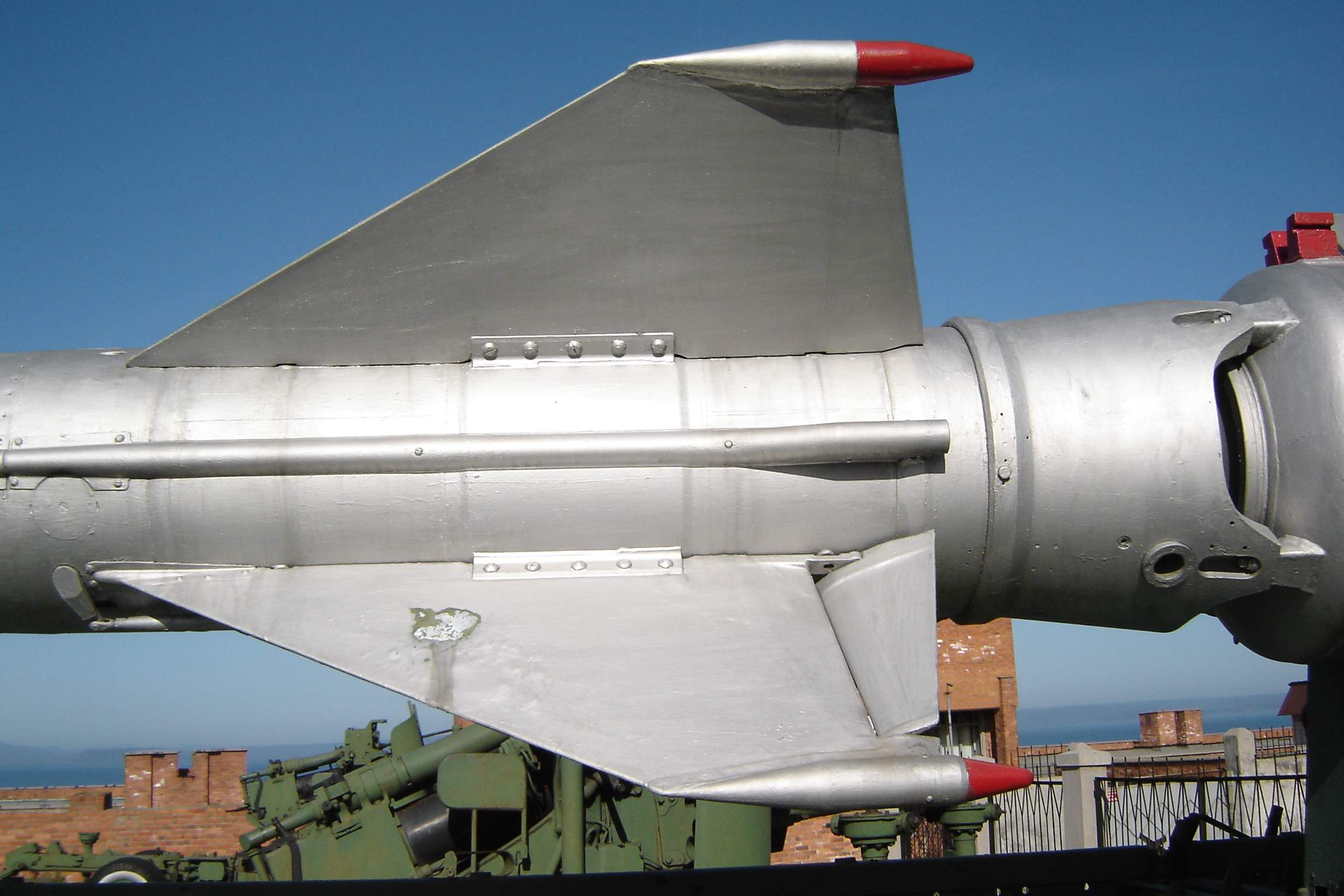
Стабилизаторы ракеты с антеннами приёмника радиокоманд
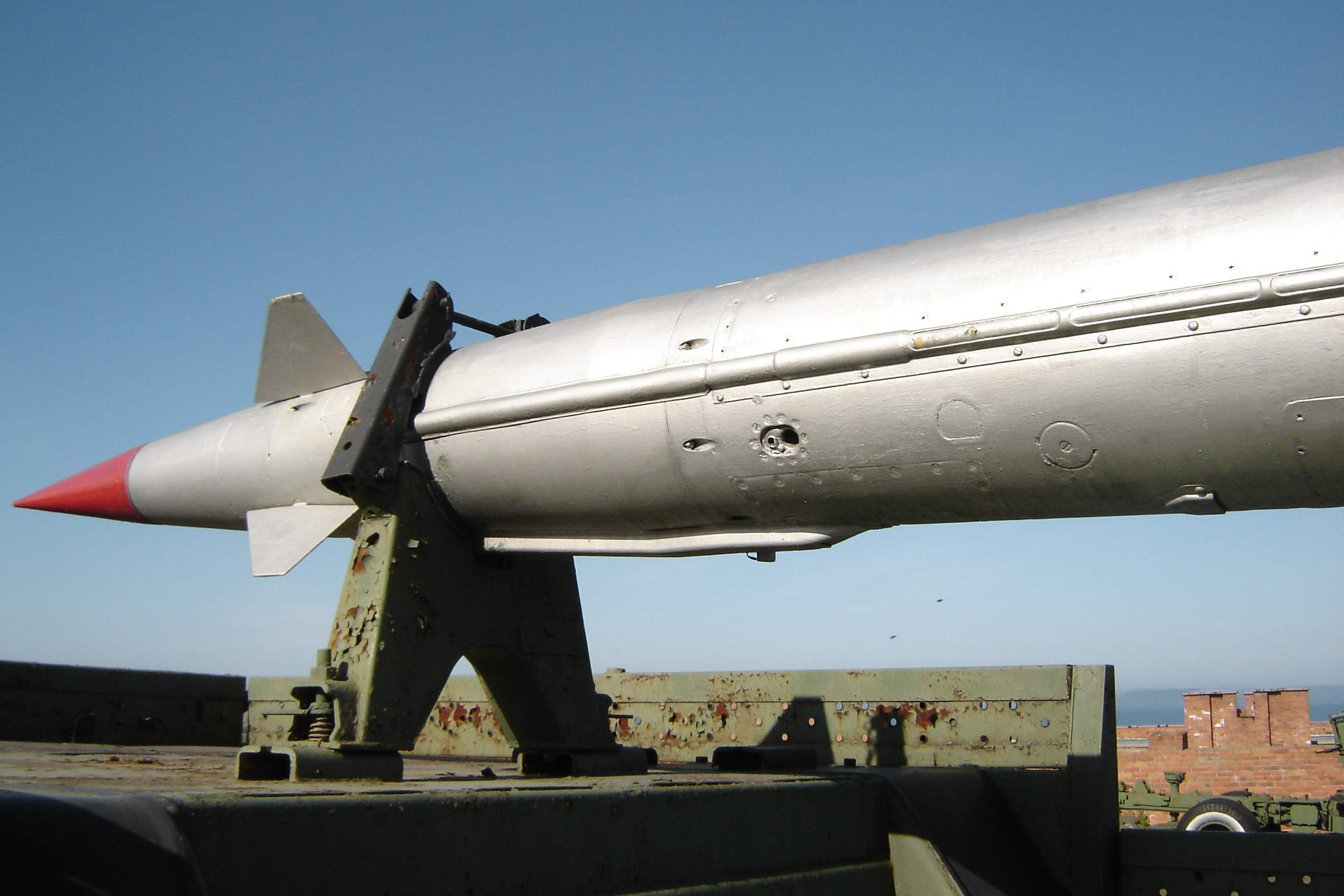
Передняя часть ракеты
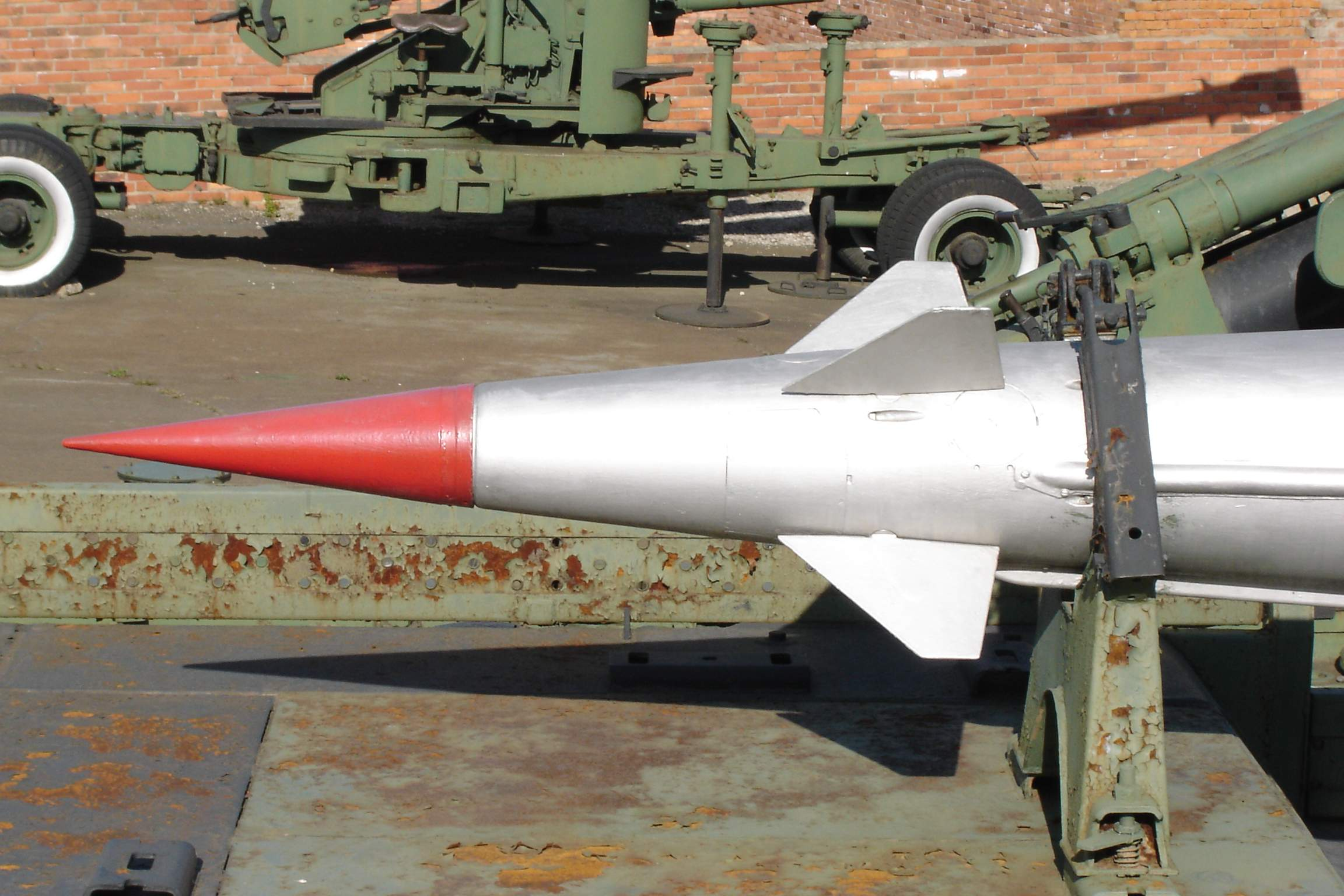
Антенна радиовзрывателя и рули